# 로키 슈미트

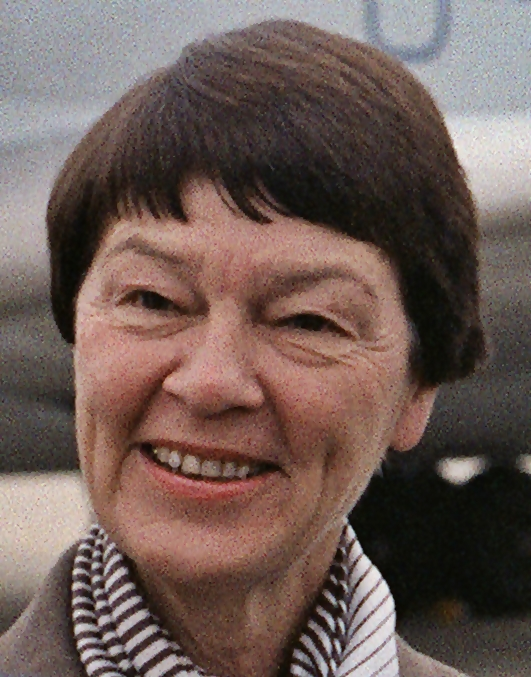
로키 슈미트

하넬로레 "로키" 슈미트(혼전성 글라저(Glaser), 독일어: Hannelore "Loki" Schmidt, 1919년 3월 3일 ~ 2010년 10월 21일)는 독일의 교사이자 환경운동가였다. 그녀는 1974년부터 1982년까지 독일의 수상이었던 헬무트 슈미트의 아내였다.